# حمله ژوئن ۲۰۱۷ بروکسل

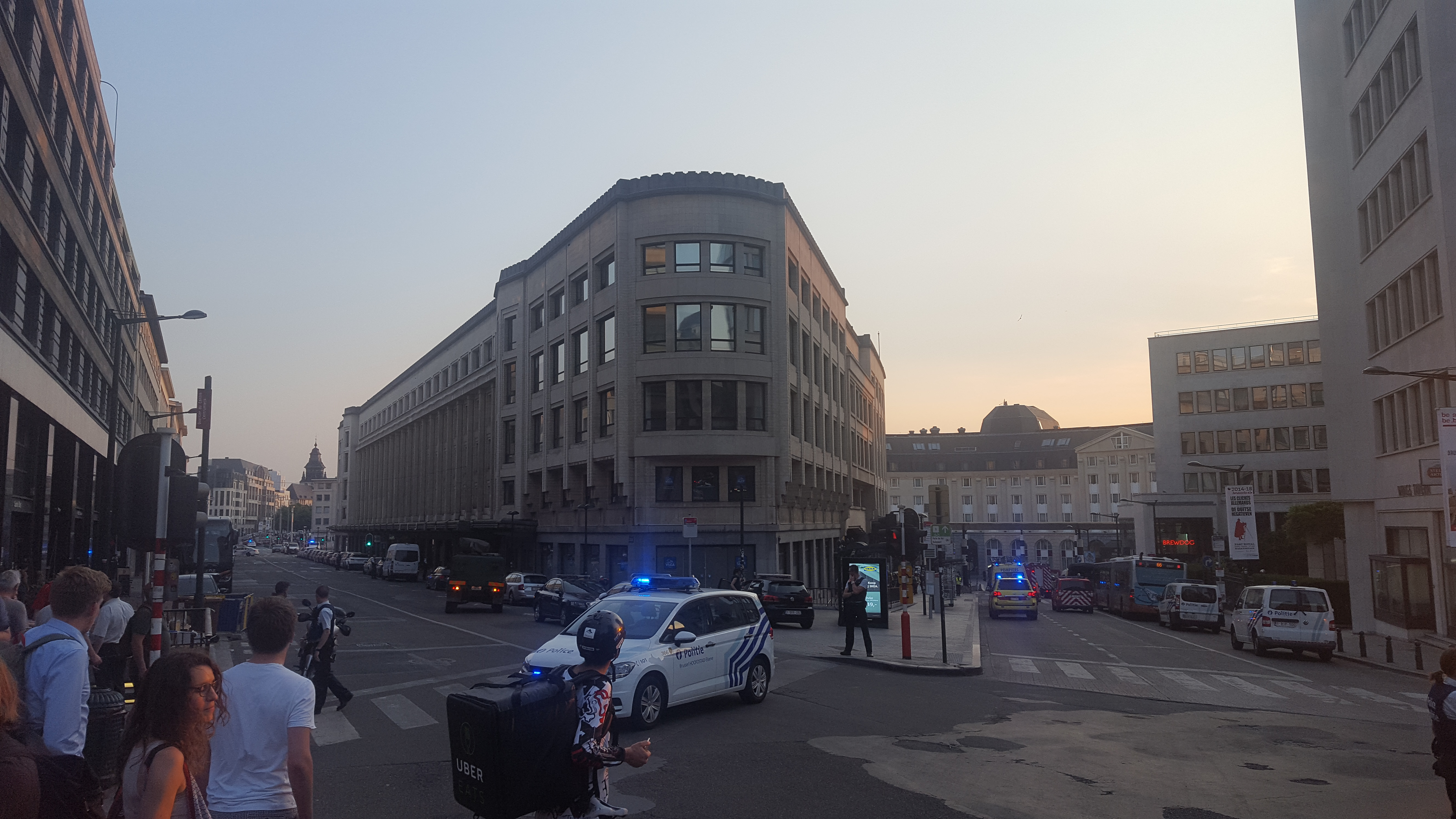
پلیس مناطق اطراف ایستگاه مرکزی بروکسل را می‌بندد

در ۲۰ ژوئن ۲۰۱۷، یک بمب تروریستی باعث انفجار کوچکی در ایستگاه مرکزی بروکسل در بروکسل، پایتحت بلژیک شد. این حادثه هیچ تلفاتی نداشت. به گفته شاهدان عینی سربازان گشت در ایستگاه مهاجم را با ۳ تا ۴ شلیک کشته‌اند. عامل این حادثه «اوساما زریوه»، یک شهروند مراکشی ۳۶ ساله بود که در منطقه سن-ژان-مولنبیک بروکسل زندگی می‌کرد و یک وسیله انفجاری معیوب را مونتاژ کرده بود.

## زمینه
پس از حملات نوامبر ۲۰۱۵ پاریس که منجر به کشته شدن ۱۳۰ نفر و حملات مارس ۲۰۱۶ بروکسل که منجر به کشته شدن ۳۲ غیرنظامی شد، سربازان جهت تقویت امنیت در حال گشت و گذار در بروکسل بوده‌اند. منطقه مولنبیک بخاطر آن که عاملان بمب‌گذاری در سال ۲۰۱۶ در آنجا بودند، تحت چک آپ‌های اداری گسترده قرار گرفتند، بیش از ۲۰٬۰۰۰ نفر توسط سازمان‌های اجرای قانون تحت بررسی قرار گرفتند.

## حادثه
ساعت ۲۰:۳۹ دقیقه، یک مرد ۳۶ ساله وارد ایستگاه مرکزی بروکسل شد و از پله‌های مرکزی سالن اصلی پایین آمد و به یک دسته ده نفره در پایین پله‌ها نزدیک شد. در ساعت ۲۰:۴۴، مشاهده شد که او خودش را از دیگران جدا می‌کند، سپس دوباره به سمت دسته مسافران پیش می‌رود و عصبی به نظر می‌رسد. صدای او به حالت فریاد شنیده شد، و تلاش کرد یک واگن برقی را منفجر کند. شهادت‌های شاهدان عینی و عکسی که توسط یک شاهد گرفته شده نشان می‌داد که یک بمب آتش‌زا (شبیه به دستگاه) کوچک با نیروی انفجاری محدود، اما با یک صدای «بنگ» بلند منفجر شده‌است. اندازه انفجار نشان می‌دهد بمب در نتیجه تولید ضعیف، نتوانسته آن طور که در نظر گرفته شده بود کار کند. طبق گفته قاضی دادگاه، پس از ایجاد انفجار و قبل از اصابت گلوله او فریاد " الله اکبر " سر می‌داده‌است. مرتکب هیچ آموزشی در زمینه دستکاری مواد منفجره ندیده بود، و خودآموز آموخت که چگونه دستگاه‌های منفجره بسازد. ماده منفجره مورد استفاده پروکسید استون بود، همان ترکیبی که در بمب‌گذاری‌های سال ۲۰۱۶، انفجار مترو ۲۰۱۷ لندن و حمله ۲۰۱۷ استکهلم به کار رفته بود.
هنگامی که واگن برقی آتش گرفت، وی از پله برقی به سمت سکوها حرکت کرد و باعث فرار مسافران از بالای مسیرهای قطار شد. به دلیل بطری‌های بنزین موجود در آن، چمدان در حال سوختن برای دومین بار منفجر شد. گزارش شده که این انفجار دوم قدرتمندتر از انفجار اول بود، اما به دلیل سپری شدن زمان پس از انفجار اول، هیچ‌کس آسیب ندید زیرا مسافران این فرصت را داشتند که از محدوده فرار کنند. ترکش‌های موجود در اطراف شارژ نشان می‌دهد که این دستگاه برای ایجاد آسیب هرچه بیشتر بوده‌است، اما دستگاه به دلیل نقص ساختمانی به حداکثر بازده مورد نظر نرسیده‌است.
هنگام بازگشت به سالن اصلی، مظنون گیج شده توسط سربازانی که از انفجارها مطلع شده بودند، مشاهده شد. او فریاد زد " الله اکبر !" و پرسنل نظامی را غیرمسلح درگیر کرد. سربازان آتش گشودند و مظنون را کشتند. ساعت‌ها مشخص نبود که مظنون زنده مانده‌است یا خیر.
تصور می‌شد که مهاجم دارای «کوله پشتی و کمربند بمب» است و در زیر لباس‌های او سیم کشی دیده می‌شود، بنابراین کسی به جسد او نزدیک نشد تا آنکه جوخه بمب ارتش بلژیک، DOVO، با یک روبات وارد شد تا جسد را بررسی کند و مرگ او را تأیید کند. . تلویزیون دولتی بلژیک (VRT) در ابتدا گزارش داد که این جسد حامل بمب است، اما گزارشی از وجود بمب در بدن مهاجم ارائه نکرد.
به گفته مقامات بلژیکی، اگر بمب پر از میخ و کپسول گاز به درستی منفجر می‌شد، این قتل‌عام «ممکن بود بسیار شدید باشد.»

## مهاجم
مهاجم با نام اوساما زریوه (Usamah Zaryuh) یک شهروند ۳۶ ساله مراکشی بود که در سال ۲۰۰۲ از مراکش به بلژیک نقل مکان کرده بود و از سال ۲۰۱۳ در محله سن-ژان-مولنبیک بروکسل زندگی می‌کرد. وی فقط به خاطر سوء رفتار جنسی برای پلیس شناخته شده بود اما ارتباط مشخصی با تروریسم نداشت. یکی از همسایگان او را فردی ساکت و محفوظ توصیف کرد که به ندرت دیدارگر داشت.
دفتر دادستانی فدرال بلژیک اظهار داشت با توجه به اسناد و مدارک کشف شده در خانه اش، مهاجم "همدردی خود با سازمان تروریستی" داعش " را ابراز کرده بود،
او آموزش ساخت مواد منفجره یا وسایل منفجره را ندیده بود، که به گفته کارشناس تروریسم پیتر برگن برای استفاده مؤثر از پروکسید استون در بمب‌ها مورد نیاز است. کنت لاسوین، یک متخصص امنیت و اطلاعات در دانشگاه گنت ، با این نظر موافق است. به گفته وی "او نمی‌دانست چه می‌کند. اگر داعش (دولت اسلامی) همراه او بود، وی دستورات بهتری در مورد چگونگی انجام این عمل وحشتناک داشت. " اعتقاد بر این است که وی مواد منفجره مبتنی بر پراکسید هیدروژن (TATP) به تنهایی در آپارتمان خود در مولنبیک ساخته‌است.
تقریباً یک ماه پس از حمله، مقاله ای در رومیه، مجله داعش منتشر شد که ادعا می‌کرد زریوه «سرباز خلافت» است.

## عواقب
دادستان با این اتفاق به عنوان «اقدام به ترور تروریستی» برخورد کرد. بلافاصله پس از این حادثه پلیس با کمک سربازان ارتش بلژیک، ایستگاه را پاک سازی کرد و محیطی امن را در اطراف ایستگاه ایجاد کرد. برای احتیاط ایستگاه راه‌آهن بروکسل شمالی بسته شد و چندین مورد مشکوک به چمدان مورد بازرسی قرار گرفت. همه تردد قطارها بین شمال و جنوب به حالت تعلیق درآمد و همچنین سرویس مترو به‌طور موقت متوقف شد. میهمانان هتل نزدیک هیلتون تخلیه شدند، اما اجازه داده شد حدود ساعت ۲۳:۳۰ به اتاق‌های خود بازگردند. مکان میراث جهانی یونسکو گراند پلاس برای مدت کوتاهی تا حدی قفل شد. در نزدیکی میدان گراس (به هلندی: Grasmarkt)، یک انفجار دیگر در نتیجه انفجار کنترل شده یک وسیله نقلیه مشکوک توسط گروه بمب بلژیکی به گوش می‌رسید.
طرفداران «نظارت قوی تر مدنی در دستگاه سیاسی بلژیک» از این حادثه به عنوان استدلال استفاده کردند در نتیجه مأموریت سربازان گشت زنی در شهرهای بزرگ بلژیک تمدید شد. کمپینی برای تمجید و سپاس‌گزاری از سربازان درگیر در این حادثه در شبکه‌های اجتماعی آغاز شد، اگرچه به نظر می‌رسید که «کوله پشتی و کمربند بمبی» که مهاجم به خود بسته بود، حاوی مواد منفجره نبود،
بعدها مشخص شد که حضور سربازان در اطراف ایستگاه و شلیک یکی از آنان به مهاجم، تأثیر بسیار کمی در خسارات ناشی از حمله داشته‌است.

### واکنش‌ها
این حمله توسط تحلیل گران روزنامه واشینگتن پست، وال‌استریت جورنال و نیویورک تایمز به عنوان بخشی از «تغییر روش‌های داعش» توصیف شد، زیرا این گروه به صورت مدوام کنترل ارضی در سوریه را از دست می‌داد (کاهش قدرت) و توانایی آموزش و اعزام عوامل برای انجام حملات به خاک خارجی را تجربه کرده بود. واشینگتن پست این اقدام را حرکت به سمت استفاده از روش «مرتکبان بی تجربه ای که به تنهایی و بدون جهت‌گیری یا آموزش خاصی عمل می‌کنند» توصیف کرد.
Paige V. Pascarelli در مقاله خود در علوم رفتاری تروریسم و پرخاشگری سیاسی، علت این بمب‌گذاری را «تضعیف» جامعه مهاجران مراکشی در مقابل جامعه مهاجران ترک در بلژیک و «عدم موفقیت» وضع اقتصادی آنان عنوان کرد که در نتیجه، تعداد بی شماری جهادگر تولید کرده‌است.
توماس رنارد از EGMONT - مؤسسه سلطنتی روابط بین‌الملل در بروکسل، مهاجم را «چهره جدید جهاد در اروپا» خواند.